# Volker Diehl
Volker Diehl   (Ludwigshafen, 24 d'octubre de 1963 - Dinamarca, 29 d'abril de 2022) va ser un ciclista alemany, que fou professional entre 1986 i 1992. Es va especialitzar en el ciclisme en pista encara que també competí en carretera

## Palmarès en ruta
- 1987
  - 2n al Campionat d'Alemanya en ruta
- 1989
  - Vencedor d'una etapa a la Coors Classic

## Palmarès en pista
- 1985
  -  Campió d'Alemanya de persecució per equips, amb Matthias Lange, Roland Günther, Joachim Hillenbrand)
- 1986
  -  Campió d'Alemanya de persecució per equips, amb Matthias Lange, Roland Günther, Joachim Hillenbrand)
- 1987
  - Campió d'Europa de madison (amb Roland Günther)
- 1990
  - 1r als Sis dies de Berlín (amb Bruno Holenweger)
  - 1r als Sis dies de Stuttgart (amb Etienne De Wilde)
  - 1r als Sis dies de Bassano del Grappa (amb Silvio Martinello)